# Soutien au terrorisme palestinien

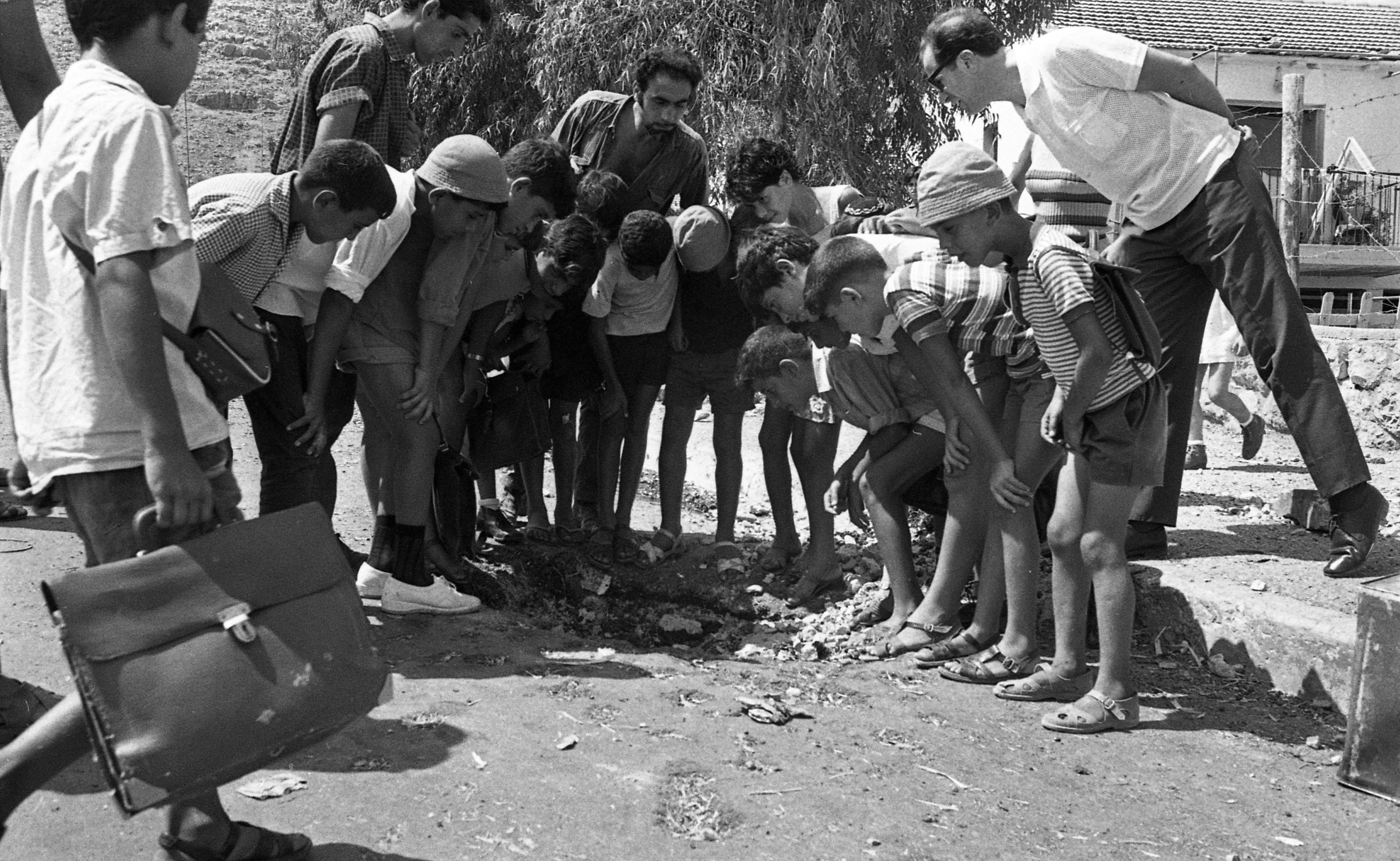
Reste d'une roquette Katioucha de fabrication russe, dans la ville de Kiryat Shmona en 1969

Le soutien au terrorisme palestinien décrit les soutiens à l'utilisation du terrorisme par des groupes (ou des individus) palestiniens, dans le contexte du conflit israélo-palestinien, du nationalisme palestinien et de l'islamisme.
Ce soutien par des États se caractérise par de l'entraînement et des opérations; du soutien financier, en armement et en logistique; du soutien diplomatique ; du soutien dans l'organisation; du soutien idéologique ; et par des aides ou un refuge sur leurs territoires.
Des groupes terroristes/insurgés dans le monde, ont participé au terrorisme palestinien.

## Relations et collaborations avec des groupes terroristes/insurgés
Le mouvement palestinien, c'est montré particulièrement ouvert à la collaboration avec des groupes terroristes extérieurs. Selon Nathalie Cettina, l'organisation El-Fatah fournie a des terroristes européens, moyen-orientaux et asiatiques sa capacité d'entraînement, et internationalisent ainsi la pratique terroriste. Le terrorisme international palestinien servira de modèle à ces groupes.
Bruce Hoffman décrit durant la période de la fin des années 1960 jusqu'au milieu des années 1970, le développement d'un « terrorisme de substitution ». Des actes sont perpétrés par des groupes terroristes agissant sur ordre de l'OLP, ou par des groupes qui manifestent une « solidarité révolutionnaire » avec le mouvement palestinien, souvent en contrepartie d'un soutien financier et logistique. En particulier des groupes européens, latino-américains ou encore libanais mènent des attaques contre des cibles juives israéliennes.
L'OLP entraîne ces groupes dans des camps d'entraînement au Liban et au Sud Yémen.

### En particulier
L'organisation néo-fasciste turque, Loups gris, devient la première à s'entraîner dans les camps palestiniens du Liban. Beaucoup des membres du groupe vivent dans le camp de Tel al-Zatar durant les années 1960, avant l'arrivée de Cubains, Somaliens et Pakistanais. L'un d'entre eux tente d'assassiner le pape Jean Paul II le 13 mai 1981. L'OLP accueille dans ses camps d'entrainement également des terroristes suédois, norvégiens et danois. L'OLP facture jusqu'à 10,000$ pour un programme de six semaines d'entraînement.
Durant les années 1970 et 1980, des terroristes occidentaux et d'Amérique latine, ont fréquemment trouvé refuge dans les camps terroristes palestiniens, en particulier après avoir commis leurs attaques.
Durant les années 1970, le gouvernement turc réprime ses groupes terroristes/insurgés, qui sont alors dans l'impossibilité de se rendre aux camps d'entraînement.
Le FPLP établit des liens solides avec des groupes terroristes européens dès les années 1960, en offrant des entraînements dans ses bases en Jordanie (dont FAR et ETA). Le FAR collabore en particulier avec le FPLP.
Des attentats en Europe sont facilités par le partenariat avec l'OLP, comme pour l'attentat de la synagogue rue Copernic. Salah Mesbah Khalaf, chef de l'OLP, organise avec des terroristes allemands et italiens deux massacres en 1980 : l'un le 1er août l'attentat de la gare de Bologne, tuant 85 personnes et en blessant 200 et le second le 26 septembre, dans un pub de Munich durant l'Oktoberfest tuant 13 personnes et en blessant 300.
D'autres activités de collaboration avec les groupes palestiniens, comme le Fatah ou le FPLP, concerne les infrastructures de ses réseaux terroristes, qui leur permettent d'assister d'autres groupes en leur fournissant des faux documents.
Les groupes palestiniens recrutent également à l'étranger. Le FPLP recrute des Japonais, des Allemands, des Scandinaves, d'autres Européens et des Iraniens. Le FPLP-CG recrute pour sa part des Libyens, des Érythréens, des Syriens et des Tunisiens.
Le terrorisme palestinien a également bénéficié du soutien de groupes étrangers, comme de celui de l'armée rouge japonaise pour la piraterie aérienne de 1970 à 1973, ainsi que celui d'organisations d'extrême gauche allemandes, tel que la Fraction armée rouge pour l'attentat de Munich de 1972 ou bien le Mouvement du 2 juin avec Carlos le Chacal pour la séquestration des ministres de l'OPEP.
Après sa participation à la Conférence tricontinentale, en mai 1972 Arafat rencontre Fidel Castro à Alger et participe à l'entraînement des groupes de guérillas d'Amérique latine. Au Nicaragua, l'OLP arme les Sandinistes, qui persécute la minorité juive qui se retrouve expulsée avec ses biens réquisitionnés. Dans ses camps d'entrainement du Liban, l'OLP accueille plus de 40 différentes organisations terroristes, dont des groupes nationalistes comme Commandos des justiciers du génocide arménien ou encore le PKK.
Le 19 janvier 1975 le « Commando Mohamed Boudia » fait 20 blessés dans l'attaque ratée de l'avion d'une compagnie israélienne. Le 27 novembre 1977, un groupuscule fait exploser une bombe à la banque Leumi de Paris sans faire de victimes.
En particulier :
- La Fraction armée rouge (FAR) d'Allemagne de l'Ouest, fournit aux terroristes palestiniens un soutien logistique pour commettre l'attentat de Munich. Par la suite des Allemands participent également à des attentats palestiniens, comme celui de 1975 contre le rassemblement de l'OPEP à Vienne, le détournement de l'avion El Al à Entebbe en 1976 et celui de Lufthansa à Mogadishu l'année suivante[15]. En 1985, la Fraction armée rouge s'inspire de l'OLP et tente de créer une organisation faîtière avec les autres groupes terroristes « anti-impérialistes » européens. L'organisation reçoit un soutien des Palestiniens mais aussi depuis l'URSS[15]. Le groupe participe aussi à une attaque ratée de dissidents du FPLP avec Carlos sur le sol français, le 17 janvier 1975 à Orly blessant 3 personnes[14].

- Les Brigades rouges italiennes quant à elles, entretiennent des relations avec une faction palestinienne pour des trafics d'armements, mais ils affirment garder leur distance avec ces groupes étrangers[15].

- Le groupe terroriste français Action Directe dirige sa violence contre les intérêts américains et en solidarité du nationalisme palestinien[8]. En outre ce groupe attaque à l'arme à feu la mission commerciale israélienne le 31 mars 1982, l'ambassade d'Israël le 1er avril et la voiture d'un diplomate israélien le 1er août[14]. Le groupe commet par la suite des attaques à la bombe, le 11 août contre une société israélienne à Paris faisant un blessé grave et le 17 septembre en faisant sauter une bombe avec le FARL sous la voiture d'un diplomate israélien devant  le lycée Carnot à Paris, faisant 51 blessés (ou une centaine de victimes)[14]. Le FARL (lié au FPLP-OE) commet deux assassinats, contre un diplomate américain, Charles R. Ray en janvier suivi en avril par celui d'un diplomate israélien, Yaakov Barsimantov[14].

- L'IRA qui commet des attentats à la bombe spectaculaires établit des relations avec l'OLP situé en Libye[16].

- Fusako Shigenobu de l'armée rouge japonaise établit des liens étroits avec le FPLP. Le groupe commet l'attentat de l'aéroport de Lod après avoir été formé par le FPLP à Baalbeck. Toutefois, le groupe renonce au terrorisme en 1982, n'ayant pas reçu de soutien international à sa cause[17].

- En 1979, le dirigeant de l'ETA va jusqu'à déclarer : « Nous nous considérons comme partie intégrante de la lutte palestinienne. Nous avons un ennemi commun »[7].

- Les Tigres de libération de l'Îlam tamoul nouent des liens fort avec les groupes palestiniens, en vendant de nombreuses armes à ses groupes[7].

Les organisations Septembre noir, Abou Nidal et le FPLP engagent quant à eux des liens avec le terrorisme arménien de l'ASALA, ou encore avec le terrorisme français des années 1980. En 1980, le groupe Fractions armées révolutionnaires libanaises(FARL) est fondé par Georges Ibrahim Abdallah au Liban, ce dernier ayant épousé la cause palestinienne et ayant appartenu au FPLP puis au FPLP-OE. Le groupe se livre à une série d'attentats en particulier en France.
Plus récemment des collaborations avec des groupes de crime organisé sont relevées par les agences de renseignement européennes. Notamment en 2001, mettent en cause des groupes de crime organisé d'Italie dans la fourniture d'armements à des groupes palestiniens. En 2002, les autorités italiennes décrivent une relation de réciprocité entre ces groupes, les uns reçoivent de l'armement, tandis que les autres soutiennent le trafic de stupéfiants des seconds.

### De l'extrême droite
La collaboration entre les groupes d'extrême-droite européens et les groupes palestiniens se poursuit après la Seconde Guerre mondiale. En particulier :
- L'OLP recrute en 1969 deux anciens nazis, Erich Altern de la Gestapo et Willy Berner, SS du camp d'extermination de Mauthausen. Le nazi Johann Schuller fournit des armes au Fatah et le néo-nazi Belge Jean Tireault du groupe La Nation Européenne du financement. Le néo-nazi Belge Karl van der Put recrute des volontaires pour l'organisation palestinienne[20].
- Dans les années 1970, Udo Albrecht, un criminel allemand qui combat avec les groupes palestiniens lors de Septembre noir en Jordanie à la tête d'une milice de néofascistes appelée le Freikorps Adolf Hitler, met en contact Karl-Heinz Hoffmann (dirigeant du groupe terroriste Wehrsportgruppe Hoffman) avec l'OLP basé au Liban[21],[22]. 20 terroristes de son groupe terroriste néonazi Wehrsportgruppe Hoffmann sont entraînés dans les bases de l'OLP au Liban[21].
- Des néofascistes allemands aident les groupes palestiniens à commettre des attaques terroristes. Par exemple en 2012, Der Spiegel révèle que deux néofascistes allemands, Willi Pohl et Max Abramowski, avaient aidé le groupe Septembre noir dans le massacre de Munich en 1972, en transportant les terroristes et en les aidant à obtenir des passeports[22].
- Le financier suisse François Genoud, allié des nazis, devient un soutien financier majeur du FPLP, ainsi qu'un ami proche de son fondateur, George Habbash, et du fondateur de Septembre noir, Ali Hassan Salameh. Il révèle en fin de vie au journaliste français Pierre Péan, avoir été impliqué dans le détournement du vol 649 de la Lufthansa par des Palestiniens en 1972, qui avait parmi les passagers à bord Joseph P. Kennedy II[22].
- En juin 1981, Karl-Heinz Hoffmann est arrêté et jugé pour le meurtre de Shlomo Levin et Frieda Poeschke avec deux acolytes Allemands. Après la dissolution du groupe terroriste, un néofasciste allemand du groupe, Odfried Hepp, est formé au Liban par des membres de l'OLP, et mène en 1982 des bombardements meurtriers contre des bases militaires de l'OTAN en Allemagne. Il est arrêté en 1985 par les autorités françaises alors qu'il pénétrait dans un appartement appartenant à un membre du FPLP. Sa libération est exigée par des terroristes palestiniens lors de la prise d'otage de l'Achille Lauro[22].
- En 1985, le skinhead anglais Michael Davison collabore avec deux terroristes de l'OLP pour tuer trois Israéliens près de Larnaca, à Chypre[22].

## Soutien d'États

### Situation dans le monde arabe
L'OLP bénéficie d'un soutien particulier alors que l'organisation est soutenu par de nombreux pays arabes, au contraire des mouvements séparatistes ou insurrectionnels nationalistes comme ceux des Kurdes, des Cachemiris ou des Sikhs qui n'ont pas obtenu un tel soutien.
Selon Gérard Chaliand et Arnaud Blin, avec la reconnaissance de l'OLP comme représentant du peuple palestinien, un glissement s'opère en 1974 : « d'un terrorisme publicitaire à un terrorisme de coercition diplomatique, téléguidé par des États comme l'Irak, la Syrie et la Libye. » S'opère alors une instrumentalisation des groupes palestiniens par ces États, pour faire plier diplomatiquement les États européens.
Sans ce soutien le FPLP aurait eu du mal à mener des attentats selon Larry Johnson.

#### En Jordanie
Dans les années 1950, de nombreux fedayins s'établissent en Jordanie d'où sont menées le plus d'attaques transfrontalières. Des attaques depuis le territoire jordanien, dont la Cisjordanie, qui causent la mort de 111 israéliens en 1951, 114 en 1952, 124 en 1953, 117 en 1954 et 37 en 1955. La ville israélienne de Beit Shean est particulièrement touchée.

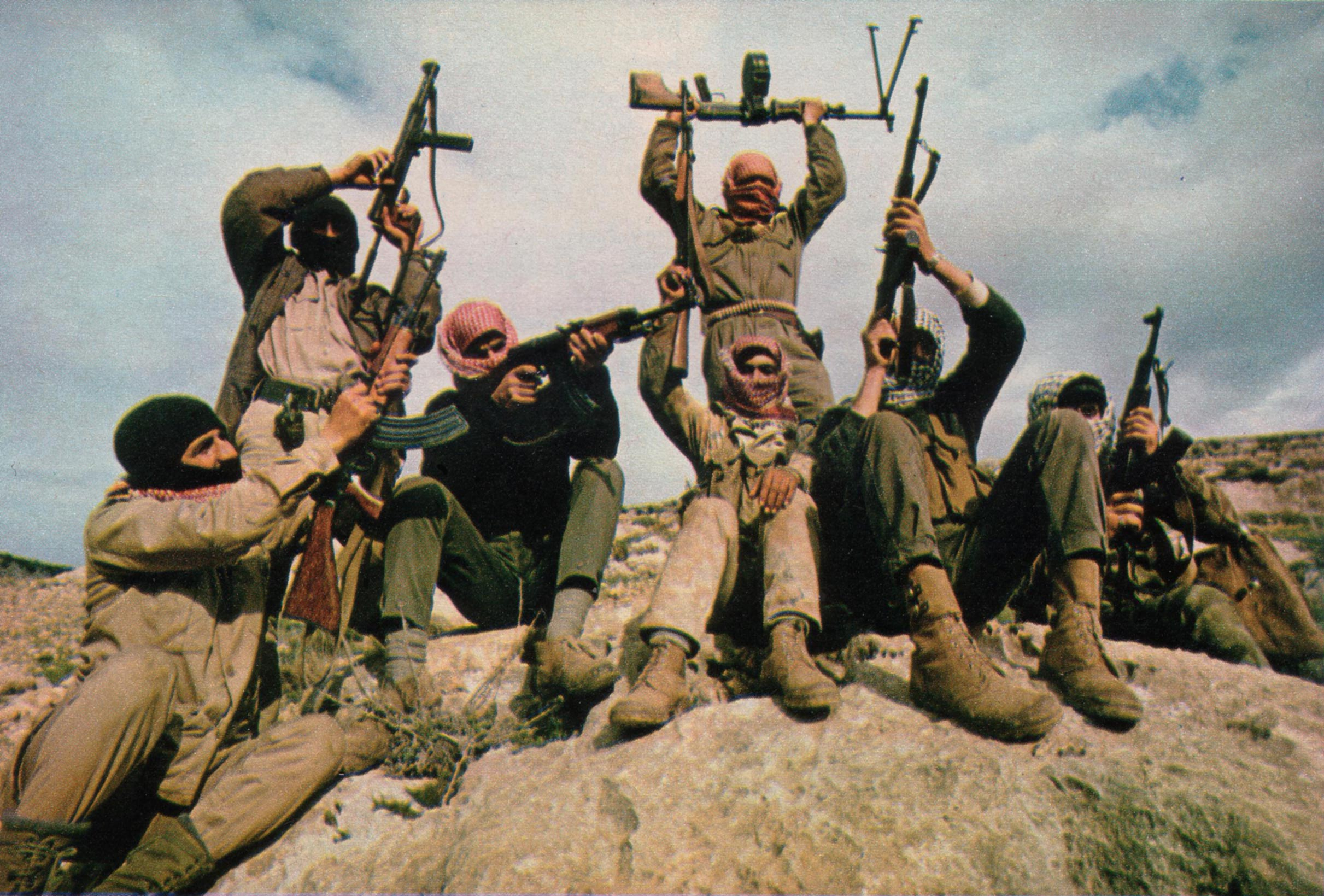
Patrouille du FPLP posant devant la caméra avec leurs armes en 1969

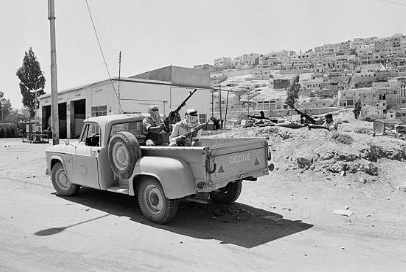
Patrouille cagoulée du FPLP à Amman, 12 juin 1970

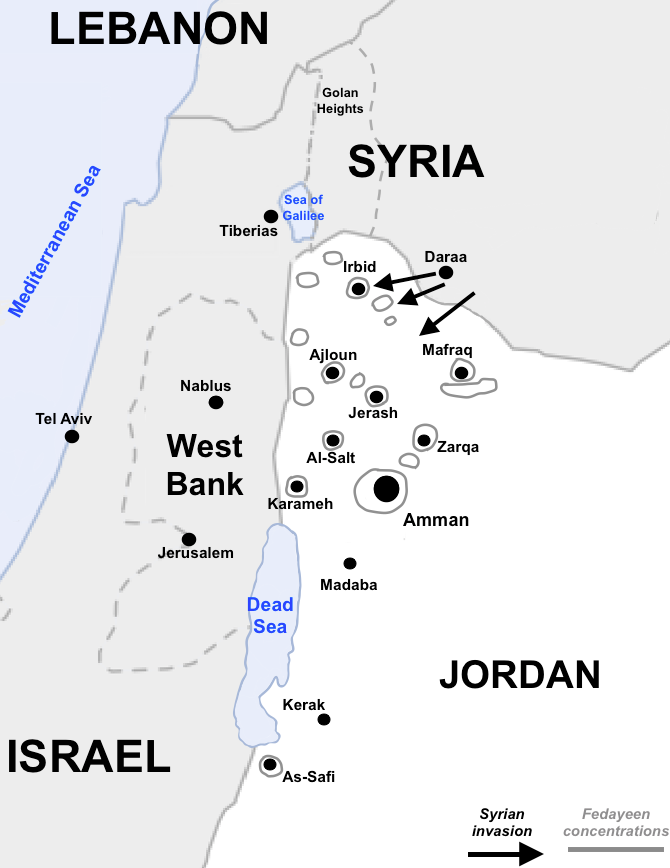
Carte de la concentration de groupes palestiniens avant Septembre noir, en 1970

Le terrorisme en Jordanie augmente dans les années 1960 avec l'augmentation de la population palestinienne et est par la suite exacerbé par l'arrivée de radicaux après la défaite de la guerre des Six jours. Le 22 mars 1968, le roi Hussein de Jordanie déclare : « un jour nous serons tous des Fedayins ». En 1969, ce sont 20000 Fedayins qui sont maintenus sur son territoire et soutenus par la monarchie, dont certains avec l'aide de troupes saoudiennes dans le gouvernorat de Karak. Le 15 septembre 1970, les groupes palestiniens prennent contrôle de la ville jordanienne d'Irbid et la déclare libérée. Ils sont chassés du pays l'année suivante après être rentrés en conflit avec le gouvernement jordanien, lors des évènements de Septembre noir. Durant la guerre civile jordanienne, du 2 février 1970 au 9 février 1973, le FPLP, l'organisation Septembre noir et d'autres factions palestiniennes organisent 18 attentats en Jordanie. Les Palestiniens mal entraînés et mal armés, se lancent dans le terrorisme pour gagner en légitimité auprès de la population jordanienne. Pour Joseph Nevo, les Palestiniens contestent le monopole de la violence de l'État jordanien et contestent la légitimité de l'État, de sa juridiction, de sa structure ethnique divisée (Palestiniens et Jordaniens) et de ses composants idéologiques (attitude pro-occidentale, monarchie modérée, etc).
Face à une menace commune, à partir de la fin des années 1960, Israël et la Jordanie échangent des renseignement à travers la CIA et le MI6. La Jordanie arrêtera ainsi des membres de l'OLP et fournira des informations à Israël sur le Fatah.
En 1985, l'OLP établit une alliance avec la Jordanie qui se rompt l'année suivante alors que le roi Hussein insiste pour la formation d'une confédération avec le futur État palestinien.
Le 31 décembre, 11 islamistes palestiniens sont condamnés par la justice jordanienne, accusés de vouloir déstabiliser la Jordanie avec des attentats à la bombe. Des islamistes palestiniens attaquent un bureau des renseignements jordaniens. Le Hamas se plaint que la Jordanie arrête ses membres et se plaint de cas de torture.

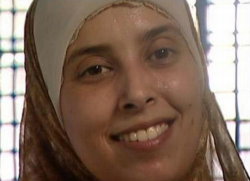
Ahlem Tamimi, responbable de l'attentat à la bombe de la pizzeria Sbarro à Jérusalem, recherchée par le FBI.

La responsable de l'attentat de la pizzeria Sbarro à Jérusalem, Ahlam Tamimi est libérée dans l'échange contre Gilad Shalit et est honorée d'une réception au palais de justice jordanien et d'une récompense de 5 millions de dollars. Elle exprime sa satisfaction d'avoir tué huit enfants et affirme n'avoir aucun remords. Elle vit depuis à Amman, malgré la demande d'extradition des autorités américaines pour le meurtre de deux Américains.
Nizar Tawfiq Mussa Hamada, l'un des deux terroristes palestiniens appartenant à l'organisation Abu Nidal qui ont commis l'attentat contre le restaurant Casher à Paris Chez Jo Goldenberg, tuant six personnes et en blessant plus de 20 le 9 août 1982, réside en Jordanie malgré les demandes d'extraditions françaises. Son acolyte présumé Walid Abdulrahman Abu Zayed, a obtenu la citoyenneté jordanienne sous le faux nom de «Sohail Othman», ce qui lui a permis d'immigrer en Norvège sans être inquiété par la justice, jusqu'à une demande d'extradition française en 2020.

#### En Libye
Durant son règne, Muammar Qaddafi offre aux terroristes palestiniens de s'installer en Libye, de nombreux terroristes y établissent des bases d'entraînements. Il fournit également un soutien financier important à des groupes palestiniens comme Septembre noir, et s'implique dans des attentats palestiniens en Europe. L'attentat à la bombe d'une discothèque ouest-allemande en 1986 tuant deux américains, amène les États-Unis à bombarder des cibles en Libye.
Qaddafi s'oppose aux accords de paix israélo-égyptien, et est hostile à Yasser Arafat qu'il juge comme pas assez intransigent avec Israël. La relation avec Yasser Arafat se détériore progressivement, Qaddafi allant jusqu'à offrir 1 million de dollars pour son assassinat. Qaddafi soutient les groupes rejectionnistes des accords avec Israël et offre de l'argent à des militants de l'OLP pour déserter l'organisation. Les troupes libyennes participent également au siège des forces d'Arafat à Tripoli au Liban en 1983.
Le 11 juin 1972, Qaddafi déclare que tout Arabe voulant être volontaire pour les groupes terroristes palestiniens « peut enregistrer son nom dans n'importe quelle ambassade libyenne et recevra un entraînement adéquat pour le combat ». En 1980, le département d'État américain, note que Qaddafi « appelle publiquement les groupes palestiniens à attaquer les cibles egyptiennes, israéliennes et américaines au Moyen-Orient ». Le 7 mai 1985, Qaddafi accuse Mobutu Sese Seko d'être un agent sioniste et déclare : « Le tuer est le devoir de chaque musulman, et il en va de même pour le meurtre de tous ses assistants infidèles qui se sont alliés aux juifs. ». Le 1er janvier 1986, Qaddafi menace les États-Unis et Israël de tuer des citoyens américains et des Juifs « en Palestine occupée », si des membres d'Abu Nidal en Libye seraient pris pour cible.
Dans les années 1990, la Libye se distancie du soutien au terrorisme.

#### En Syrie
Après 1968, la Syrie opte pour l'utilisation de groupes terroristes comme Abou Nidal. La Syrie continue de soutenir des groupes terroristes palestiniens et des factions libanaises. Après la guerre froide, la Syrie continue de soutenir des groupes palestiniens actifs contre Israël.
Avec la prise de pouvoir d'Hafez al-Assad, la Syrie augmente son soutien aux groupes palestiniens de la bande de Gaza et de la Cisjordanie ainsi que parmi les Arabes israéliens.
Du fait que des groupes comme le FPLP bénéficient d'un sanctuaire en Syrie, il était beaucoup plus difficile pour Israël d'éliminer leurs dirigeants. Des groupes comme Al-Saiqa ou la faction Abu Musa dépendent entièrement de la Syrie.
Lors de l'invasion du Liban, la Syrie détruit les bases de l'OLP. Selon un chef de l'OLP, trois quarts des pertes palestiniennes ont été tuées par des troupes arabes, en particulier syriennes. Ainsi des tensions entre les Palestiniens et la Syrie perdurent.
Toutefois la Syrie ne permet pas aux groupes palestiniens de mener des attaques sur le plateau du Golan, et la Syrie ne transfère par des armes chimiques à ces groupes.
La Syrie soutient des groupes anti-israéliens qui rejettent le processus de paix. En 1991, la Syrie accueille la coalition des groupes palestiniens rejectionnistes.
En 1994, la Syrie mène une campagne au Liban hostile à l'Autorité palestinienne. L'influence de la Syrie sur le terrorisme palestinien joua un rôle central jusqu'au début de l'Intifada.
Depuis 1991 jusqu'aux années 2000, la Syrie supporte les groupes palestiniens (comme le Hamas et le Jihad islamique) tout en ayant des négociations avec Israël.
Le soutien pour le Hamas aurait pris de l'essor sous Bashar el-Assad. Israël récolte les aveux de plus de 20 terroristes palestiniens ayant été formés en Syrie.
D'après Charles Lister, depuis le processus des accords d'Oslo, le gouvernement syrien c'est rapproché du Jihad islamique et du Hamas.
Durant l'invasion américaine de l'Irak, des membres du Jihad islamique passent par la Syrie pour rejoindre l'Irak. De nombreux palestiniens de Syrie sont également recrutés dans le camp de réfugiés de Yarmouk. En 2003, le président américain George W. Bush affirme que la Syrie continue de participer au terrorisme.
Le 5 octobre 2003, en représailles d'un attentat à Haïfa, Israël bombarde en Syrie un camp d'entrainement déserté, soupçonné d'avoir entrainé le Jihad islamique. En 2004, la Syrie accuse Israël pour deux attaques sur des membres du Hamas sur son sol.

#### États arabes du Golfe

##### En Arabie saoudite
Depuis les années 1990, divers rapports mettent en cause le gouvernement saoudien et des donneurs privés du royaume dans le financement de l'organisation Hamas.
Au début des années 2000, le Hamas aurait dépendu principalement de financements saoudiens, selon Shaul Mishal, Avraham Sela et Meir Hatina. L'autorité palestinienne déplore également ce financement qui compromèterait son pouvoir.
En mai 2002, Israël déplore le rôle du Comité saoudien « pour le soutien de l'Intifada Al-Qods », pour son « transfert de larges sommes d'argent aux familles de célèbres terroristes » en particulier de kamikazes.
En 2002, Abdallah ben Abdelaziz Al Saoud affirme officiellement, retirer son soutien au Hamas. Selon Matthew Levitt, le gouvernement continue de financer l'organisation à travers son « compte 98 » et dix mois plus tard il accueille comme invité d'honneur son dirigeant, Khaled Meshal. L'année suivante le royaume affirme avoir cessé définitivement son soutien financier, et les financements auraient continué à travers des donneurs privés. Israël, citant des documents palestiniens capturés, affirme que le gouvernement saoudien a continué à financer 7 « organisations caritatives » qui apportent un soutien au Hamas. De 2000 à 2006, le principal soutien aurait été effectué à travers le Comitee for the suport of the Al Quds Intifhada.
Le département d'État des États-Unis, met en cause des donneurs privés saoudiens dans son rapport de 2001. Son rapport de 2005, met en cause des donneurs saoudiens et d'autres États arabes, comme la principale source de financement de l'organisation. Le représentant saoudien Adel al-Jubeir affirme que son gouvernement ne finance pas l'organisation, mais il estime que la possibilité de donneurs privés est « très probable ».
L'Arabie saoudite est un principal financier de l'Autorité palestinienne et considère le Hamas comme un groupe terroriste. En 2020, 68 procès sont intentés contre des membres de l'organisation et ses soutiens financiers saoudiens.

##### Aux Émirats arabes unis
Les Émirats arabes unis sont touchés par des attaques des groupes palestiniens Wadi Haddad et Abu Nidal au début des années 1980.
Les Émirats arabes unis ne soutiennent pas les groupes islamistes, mais ont soutenu des organisations caritatives remises en cause pour leurs liens avec le Hamas ou apportant du soutien financier aux Palestiniens emprisonnés en Israël pour des actes de terrorisme (ou la famille de kamikazes). De plus, des donateurs privés depuis les Émirats arabes unis, ont transféré des fonds aux groupes islamistes, directement ou à travers des banques arabes, des changeurs de monnaie et des sociétés factices.

##### Au Koweït
Dès 1936, le Koweït finance 7000 roupies aux activités de Haj Amin al-Husseini. Un comité collecte des fonds privés depuis les années 1940 pour les groupes palestiniens.
À la fin des années 1950, beaucoup des fondateurs de l'OLP commencent leurs carrières au Koweït et y développent leur idéologie. Le Fatah sera fondé à partir du Koweït en 1959, et y fait son quartier général jusqu'en 1966. En 1964, le Koweït permet à l'OLP d'ouvrir un bureau. Au milieu des années 1960, le Koweït permet la création de camps d'entrainements palestiniens. De nombreux jeunes palestiniens y passe leurs vacances et y reçoivent des exercices paramilitaires et de l'endoctrinement.
Le Koweït s'oppose aux événements de septembre noir, et à la condamnation par la Jordanie de Mohammed Daoud Odeh.
Au début des années 1970, des attaques terroristes dirigées contre des cibles gouvernementales sont perpétrées par diverses factions palestiniennes.
Dans les années 1980, le Koweït et l'Arabie saoudite gèlent un prêt à la Banque mondiale en protestation de la non reconnaissance d'un statut d'observateur à l'OLP. Le Koweït s’identifie principalement avec le Fatah, mais invite le dirigeant du FPLP Georges Habache, qui ouvre un bureau en 1988.
Durant l'invasion du Koweït, approximativement 200 000 Palestiniens s'exilent et le Koweït rompt ses liens avec l'OLP, après son soutien de Saddam Hussein. Puis en 1993, le Koweït condamne à mort dix membres du Front de libération arabe

##### Au Qatar
En 2000, Yusuf al-Qaradawi de la branche des frères musulmans du Qatar, établi un fonds à destinations d'organisations terroristes géré par Interpal, regroupant une cinquantaine d'organisations caritatives islamiques. Interpal est listé comme terroriste par les États-Unis en 2003, mais l'organisation n'est pas interdite en Europe et ailleurs, et a généré un important financement des organisations palestiniennes comme le Hamas.
Selon une estimation le Qatar aurait contribué à hauteur de 1,1 milliard de dollars à l'organisation Hamas, de 2012 à 2018. Le Qatar affirme soutenir des projets de « reconstruction » et en 2019, le Qatar annonce qu'il ne financera plus le Hamas.

### De l'Iran
Durant le processus des accords d'Oslo, l'Iran supporte politiquement et financièrement les groupes d'opposition aux accords. De 1990 à 1991, l'Iran établit un « Fonds pour les martyrs » pour soutenir les Palestiniens engagés dans le Jihad contre Israël. Le financement au Hamas par l'Iran, atteint un pic dans les années 1995-1996. De 1996 à 2000, le Hamas, le Jihad islamique et le Hezbollah rencontrent des représentants iraniens, et recoivent des aides financières et des entrainements. l'Iran transfère des fonds à l'organisation de Munir al Makdakh active au Liban au début des années 2000. L'organisation à son tour transfère les fonds à des cellules terroristes basées dans les territoires palestiniens prètent à commettre un attentat.

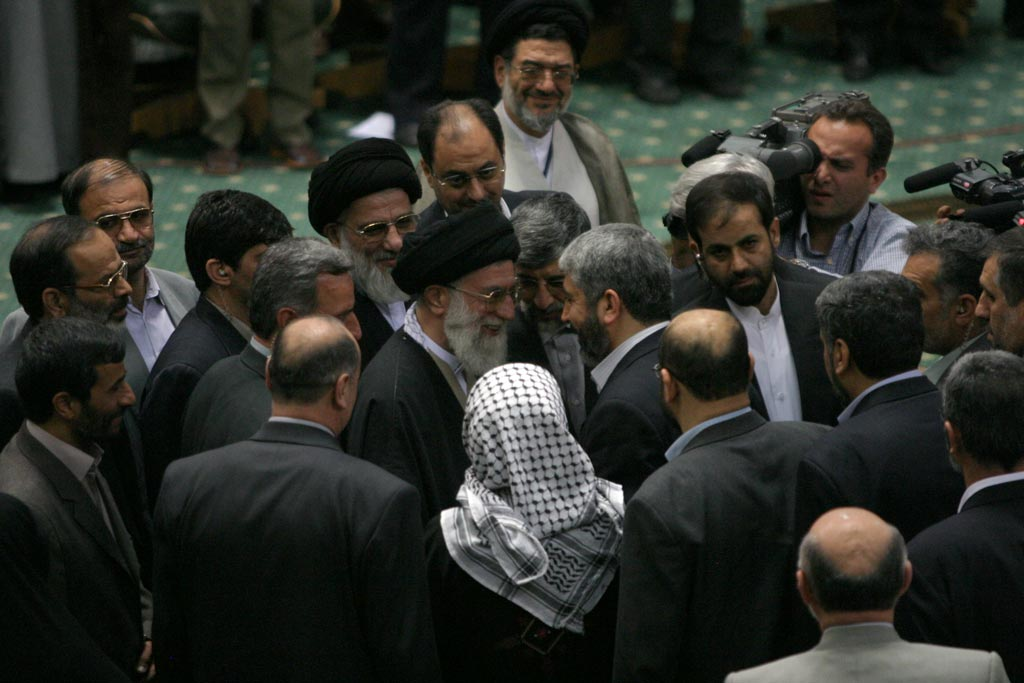
Ayatollah Ali Khamenei discutant avec Khaled Mechaal, dirigeant du Hamas, 2006

Durant la seconde Intifada, l'Iran aurait joué un rôle de soutien à des groupes considérés comme terrorirstes par les États-Unis et l'Union européenne : principalement le Jihad islamique, ainsi que les Brigades Izz al-Din al-Qassam et l'organisation de Ahmed Jibril. L'Iran aurait soutenu le terrorisme palestinien en dirigeant et en assistant les attentats de ces groupes. De plus par de la publication de propagande d'incitation au terrorisme, du soutien politique, des encouragements contre des aides financières, de l'entrainement sur son sol ou des instructions par internet (par exemple sur les points faibles d'un autobus ou la détonation d'explosifs) et finalement par le transfert d'armements.
L'administration Clinton des États-Unis identifie l'iranien Imad Mughniyeh comme le représentant pour la campagne de soutien au Hamas et au Jihad Islamique, au début des années 2000. Selon les services de renseignements occidentaux, l'Iran établit un camp d'entraînement dans la vallée de la Bekaa pour entraîner les groupes palestiniens et le Hezbollah.
De plus, selon les informations d'Israël, l'Iran aurait soutenu l'Autorité palestinienne de Yasser Arafat à partir des années 2000. Après 2003, l'Iran soutient le Hezbollah qui à son tour soutient le terrorisme palestinien. Des représentants iraniens font des déclarations de soutien aux attentats-suicides et d'encouragement au Jihad palestinien.
Après la mort d'Arafat, le Hezbollah reçoit 2 millions de dollars de l'Iran pour soutenir les groupes terroristes palestiniens et favoriser l'instabilité régionale.
En 2005, le département d'État des États-Unis affirme que l'Iran à continuer de supporter « les opérations terroristes palestiniennes, à la fois rhétoriquement et opérationnellement » : concernant le financement, le refuge, la formation et l'armement.
Les IRCG forment des cellules palestiniennes à mener des raids et à effectuer des bombardements au mortier.

#### Liens avec le Hezbollah
Le Hezbollah considère Israël comme la tête de pont américaine dans le monde musulman. L'organisation considère que la poursuite du djihad contre Israël doit continuer jusqu'à sa disparition, dans le but de libérer les « territoires musulmans »,.
La « cause palestinienne » fait partie des objectifs de l'organisation, en particulier le thème de la libération de Jérusalem est repris par l'organisation. Le Hezbollah vise à « la libération de Jérusalem » ce qui explique les liens opérationnels entre le Hezbollah et les groupes islamistes palestiniens
Dans les années 1980, le Hezbollah soutient les groupes palestiniens dans la guerre des camps au Liban. Dans les années 1990, des factions palestiniennes maintiennent des liens avec le Hezbollah. Parallèlement le Hezbollah établit un soutien avec des organisations des territoires palestiniens, comme le Hamas et collabore étroitement avec le Jihad islamique 
,
En 2006, l'organisation connait une popularité et un soutien dans la société civile palestinienne. Le Fatah félicite le Hezbollah pour son succès dans son conflit avec Israël.
L'unité 1800 du Hezbollah, a pour fonction de conduire des opérations en Israël et dans les territoires palestiniens. L'unité a établi des contacts avec les groupes palestiniens. L'unité 1800 entretient des groupes palestiniens (par des formations, de l'expertise et du financement) et a recruté des Palestiniens,.

### Contexte de la guerre froide

#### République populaire de Chine

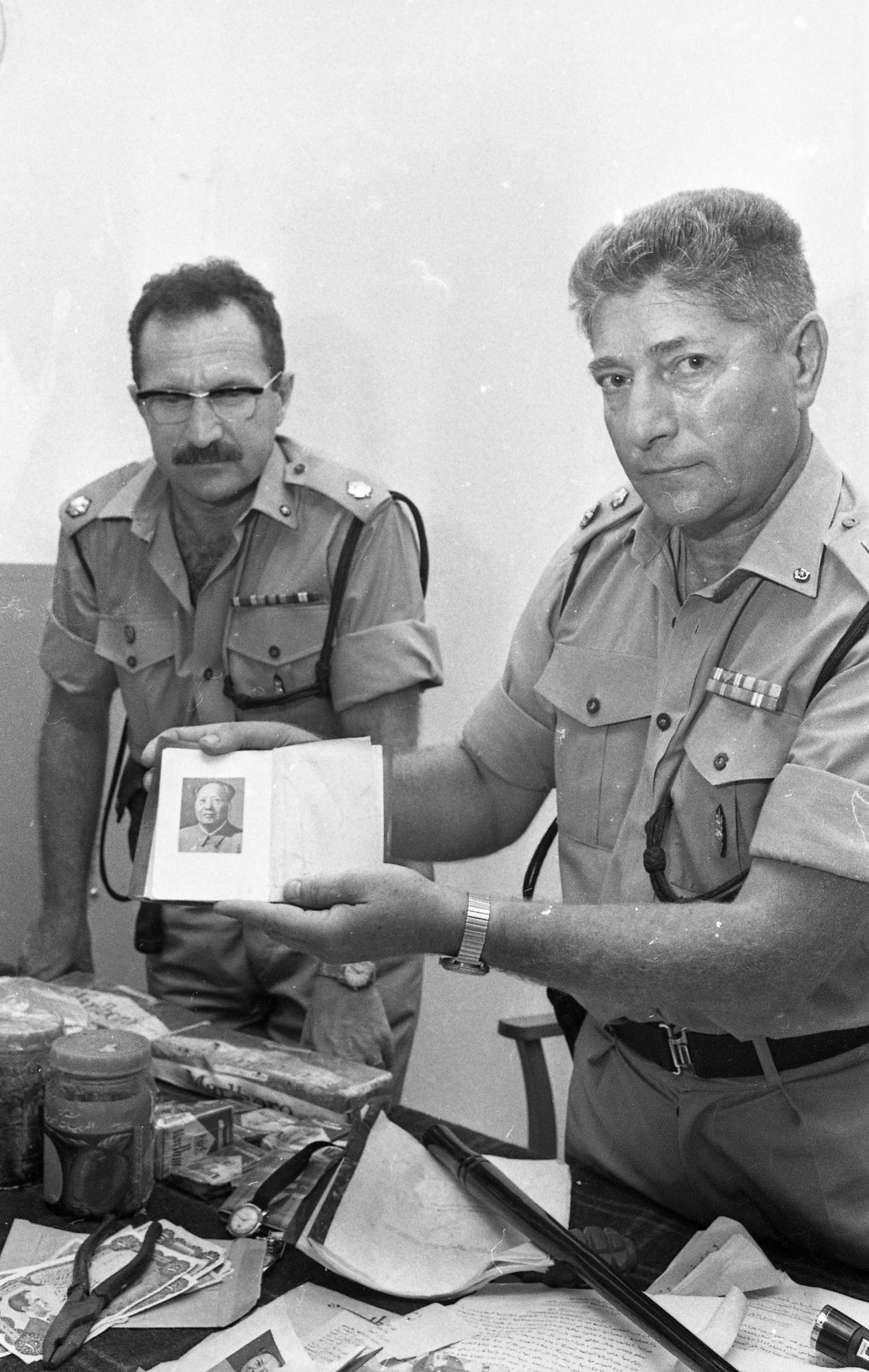
Petit livre rouge avec une photographie de Mao Zedong, trouvé lors d'une saisie d'armes à un groupe terroriste palestinien, 1969

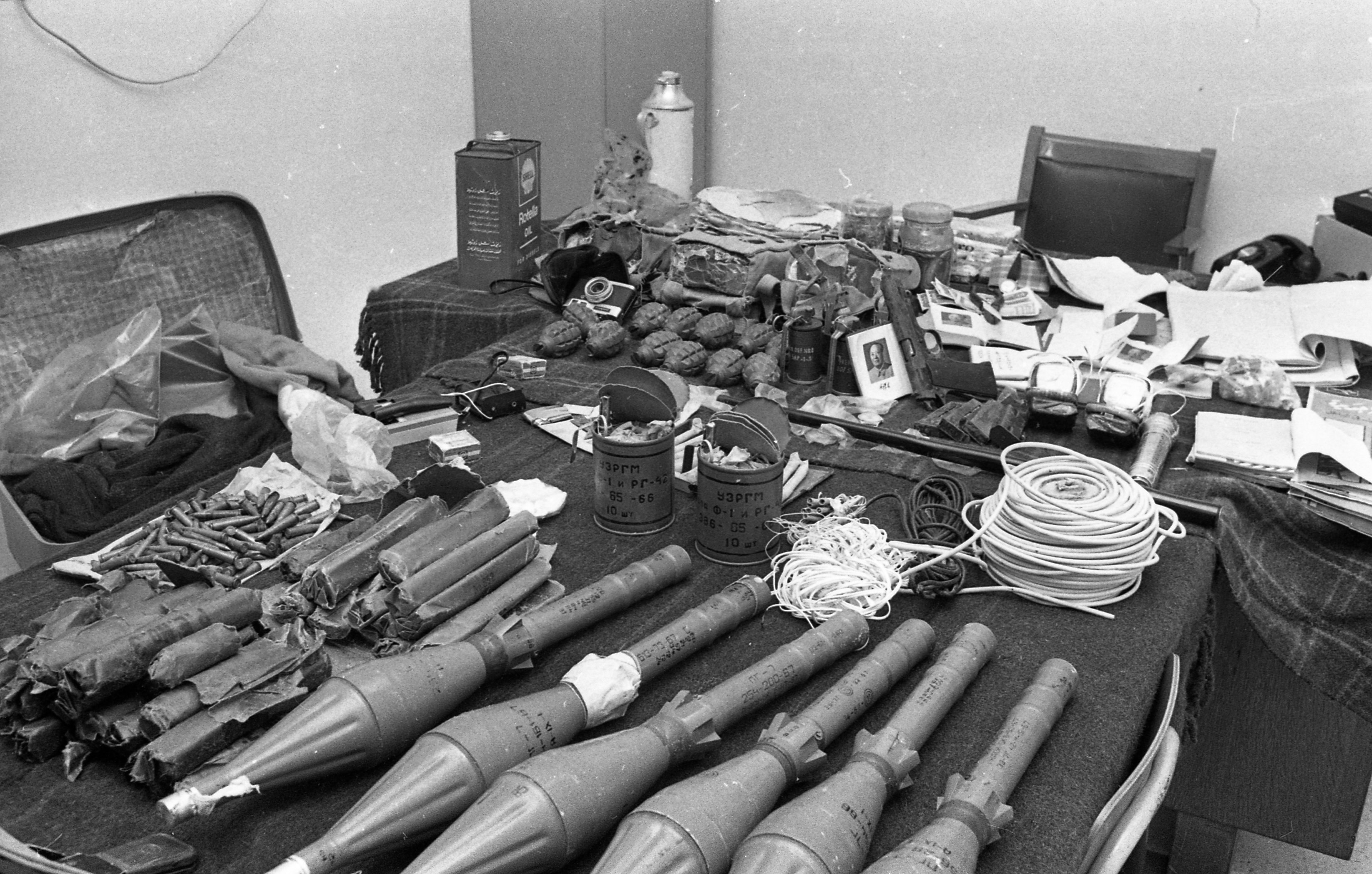
Saisie d'armements, d'explosifs et de matériaux pour du terrorisme, passé en contrebande depuis l'étranger, 1969

Après la défaite arabe de la guerre des Six jours et alors que l'URSS ne reconnaît pas le nationalisme palestinien, la Chine de Mao Zedong fournit de l'aide à Abou Jihad et à son groupe terroriste, durant la seconde partie des années 1960. Mao Zedong offre une aide avancant des motifs géopolitiques concernant du financement, des instructeurs militaires chinois, des fusils mitrailleurs AK-47, des lance-roquettes anti-chars, des mortiers et des munitions. En 1968, 2000 Palestiniens sont armés, l'année suivante ce nombre passe à 7000 et puis en 1970 à 14000 Palestiniens qui sont armés par la RPC.

#### Allemagne de l'Est

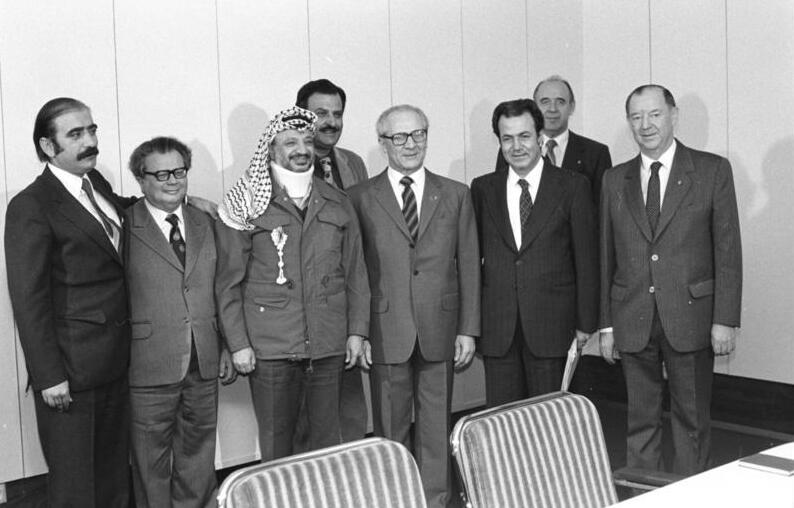
Yasser Arafat (Abu Ammar) posant aux côtés des dirigeants de l'Allemagne de l'Est : Hermann Axen (deuxième à gauche), Erich Honecker (au centre) et Gerhard Grüneberg (dernier à droite)

Depuis la guerre des Six jours et jusqu'en 1989, l'Allemagne de l'Est soutient les organisations terroristes palestiniennes, ainsi que dans la propagande politique « antisoniste » et de l'OLP. L'Allemagne de l'Est fournit une assistance militaire importante aux États arabes et aux organisations terroristes palestiniennes en guerre avec Israël.
L'Allemagne de l'Est est le premier pays du bloc soviétique à accueillir un bureau de l'OLP en 1973. Yasser Arafat est aussi présenté comme une célébrité à un festival à l'Est de Berlin. L'Allemagne de l'Est reste en contact avec Arafat, mais aussi avec les dirigeants du FPLP et du FDLP, alors que ceux-ci mènent des attentats sanglants comme les massacres contre les écoles de Kiryat Shmona et de Ma'alot en 1974 et le massacre de la route côtière de 1978. L'Allemagne de l'Est fournit à ces groupes des milliers de kalachnikovs, des grenades à main et des munitions, et offre également des soins médicaux pour les militants dans les hôpitaux d'Allemagne de l'Est.
La Stasi et l'OLP coopèrent plus fréquemment. Selon Jeffrey Herf : « le but de cette coopération n’était en aucun cas de décourager le terrorisme dirigé contre Israël ou contre le gouvernement égyptien d’Anouar Sadate. Comme le disait une note de la Stasi du 8 mai 1979, l'objectif était que « la RDA, en tant qu'allié, renforce la capacité de l'OLP à mener des actions qu'elle décrit comme des« actes de guerre »(Kriegshandlungen) contre les centres anti-palestiniens et sionistes ainsi que contre le régime traître de Sadate. ».
Erich Honecker rencontre Arafat et déclare mené un « combat commun contre l'impérialisme, le colonialisme et le sionisme » et promet de renforcer ses liens avec l'organisation qui mène durant cette période des attaques terroristes contre les Juifs Israéliens. Arafat visite fréquemment l'Est de Berlin par la suite et est accueilli chaleureusement.
L'Allemagne de l'Est donne accès à l'OLP à ses programmes d'exercice militaire et idéologique destinés aux États du Tiers-monde et en 1980 entraîne militairement des membres de l'OLP. De 1982 à 1985 l'Allemagne de l'Est entraîne militairement à ses frais, 20 commandants de l'OLP.
En avril 1990, après la fin de la dictature d'Allemagne de l'Est, le parlement démocratiquement élu vote à l'unanimité pour la dénonciation de la politique visant à la destruction d'Israël, mené par le précédent gouvernement.

#### Union soviétique

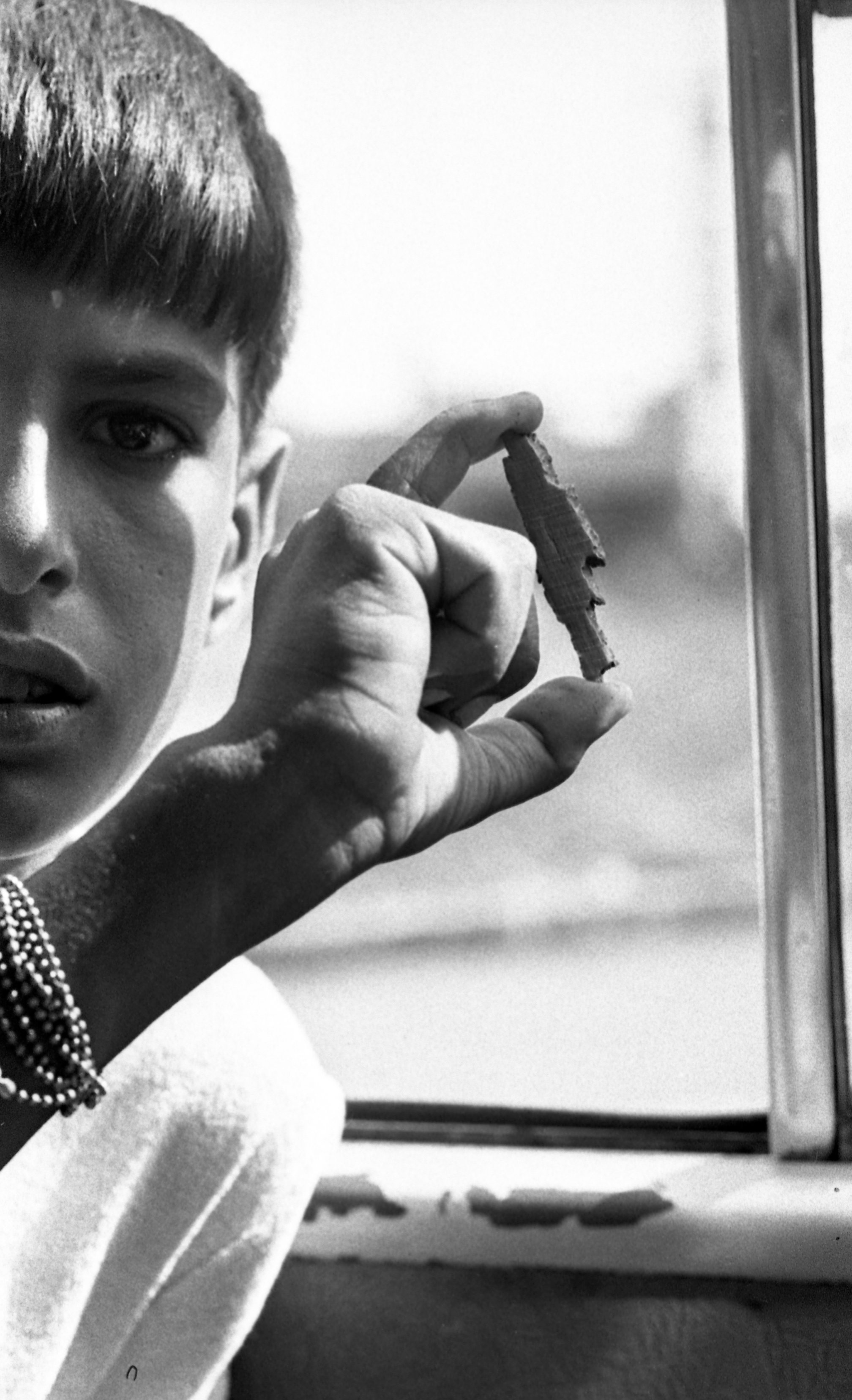
Morceau de roquette Katioucha de fabrication russe, après son explosion dans la ville de Kiryat Shmona en 1969

Durant la guerre froide, l'URSS, qui en outre mène une campagne « antisioniste » contre les Juifs soviétiques, soutient les branches extrémistes de l'OLP (FPLP -Opérations Externe puis FPLP- Groupe d'Opérations Spéciales), mais tout en désapprouvant le terrorisme international d'Abu Nidal. Le KGB fournit à la branche de Haddad, de l'armement, de l'argent et de l’entraînement pendant plusieurs années. Le KGB aurait ordonné au groupe de kidnapper Isabella Ginor de la CIA pour en soutirer des informations. Dans les années 1980, l'URSS continue de soutenir divers groupes terroristes palestiniens dont en particulier le FDLP, le groupe le plus marxiste. En contrepartie l'URSS voit le terrorisme transnational comme contre-productif et désapprouve cette pratique. L'URSS liste notamment certains groupes terroristes comme des ennemis de la révolution.
Selon l'historien Thomas Riegler, les groupes terroristes maintiennent leur indépendance, et ne sont pas dépendants de l'URSS.
Des dizaines de milliers de personnes ont été formées par l'OLP dans ses camps d'entrainements. Notamment un camp contenait une maquette de taille réelle d'un avion pour s'entraîner au détournement d'avion. Un autre camp important de Beyrouth avait parmi ses instructeurs des spécialistes arabes et soviétiques. Certaines recrues étaient envoyées dans des écoles militaires soviétiques pour y être formé. À partir des années 1980, la relation avec l'Union soviétique se détériore et Gorbachev prend ses distances avec l'organisation.
Dans les années 1980, l'URSS déplore le rapprochement d'Arafat des États-Unis, tandis que les Palestiniens déplorent le manque de soutien de l'URSS durant le siège de Beyrouth.
En 1981, Israël déplore l'armement de L'OLP en armes lourdes par la Libye (SAM-9) et surtout par l'Union soviétique (obusiers, roquettes Katuysha, calibres 122 et 133 millimètres, char d'assaut et transporteur de troupe T-34, T-54, T-55. Selon Israël l'OLP Des attentats et assassinats de l'OLP sont commis grâce à l'armement reçu, citant comme exemple durant l'année 1981 : L'attaque contre un autobus le 29 juillet durant lequel une femme enceinte blessée perd son fœtus, des bombes à Jérusalem le 8 août ou encore l'assassinat d'un touriste allemand le 23 août. Le 26 octobre une grenade est jetée dans la cour d'une école maternelle de Jérusalem ; le 17 octobre une grenade est jetée sur des passants juifs blessant une femme est ses deux filles ; le 13 novembre des explosifs dans un autobus de Beit Shemesh et le 26 novembre une bombe à un kiosk.
Après la dissolution de l'Union soviétique, l'OLP perd un principal soutien politique et militaire.

#### Ouganda
Dans les années 1970, l'armée ougandaise entraîne des membres de l'OLP au pilotage d'avion de chasse et aux attaques aériennes kamikazes. Certains membres de l'organisation avaient déjà été formé en Algérie et en République populaire de Chine. Idi Amin permet également à l'OLP d'établir des bases en Ouganda. En contrepartie, l'OLP fournit une assistance militaire à l'armée ougandaise.  
En 1976, l'Ouganda participe à la prise d'otage des passagers du vol Air France 139.
Les États arabo-musulmans et l'Union soviétique soutiennent également l'Ouganda et les Israéliens sont expulsés du pays.
Des membres de l'OLP servent avec l'armée ougandaise dans ses guerres et ses purges. Au moment de la guerre ougando-tanzanienne, plus de 400 membres de l'OLP sont entraînés en Ouganda. Ceux-ci participent à la guerre.

### La question du rôle de l'Union européenne
En 2002, lors d'une manifestation en soutien à Israël à Bruxelles, l'Union européenne est accusée d'avoir une position pro-palestinienne, voire antisémite. L'année suivante un quart des députés du Parlement européen signent une pétition dénonçant une « indulgence aveugle » de l'UE envers le mouvement palestinien. En particulier le soutien budgétaire à l’Autorité palestinienne, qui s’élève à plus de dix millions d’euros par mois en 2002 est dénoncé par la presse israélienne : « L’argent du contribuable européen irait dans des livres scolaires dispensant un message antisémite… Il permettrait aux fedayin d’acheter des armes… Il servirait de salaire pour des terroristes appartenant au Fatah… ». Le gouvernement israélien publie un rapport en mai 2002, dans lequel il étale des preuves « qui prouveraient que l’aide européenne a été employée à des fins terroristes ». La Commission européenne affirme quant à elle que le rapport ne contient « aucune preuve ».
En 2002, une victime d'un attentat dépose une plainte contre l'Union européenne pour son financement de l'Autorité palestinienne « sans vérifier ce qui s'est passé avec ces fonds ». Celle-ci est rejetée par immunité diplomatique. Des ONG mettent en cause le financement de l'UE dans les livres scolaires palestiniens qui auraient des messages haineux antijuifs et anti-israéliens et également d'incitation. En 2006, de nouvelles accusations sont formulées concernant les financements de l'UE et le terrorisme.
Selon le journaliste Yves Mamou, entre 2016 et 2019, Ma'an News Agency reçoit 427 200 euros des fonds de l'UE, bien que le 1er août 2017, il publie un article intitulé « Chanson en hébreu en défense de la mosquée Al Aqsa » avec une vidéo sur l'article montrent une attaque terroriste accompagnée des paroles : « Je vais nettoyer mon pays de chaque Juif ». En 2017, 699 236 euros sont accordés à 5 ONG avec des liens avec le FDPLP, reconnu comme terroriste par l'Union européenne elle-même.
Le Palestinian NGO Network bénéficaire des fonds de l'Union européenne est critiqué par l'organisation israélienne NGO Monitor, alors qu'il annonce en 2007 un boycott de l'USAID après une clause anti-terroriste, alors qu'il oblige un code de conduite nationaliste et contre une normalisation avec Israël à ses membres en 2008, alors qu'il rejette en 2013 la mesure Anti-Terror Certificate (Certificat anti-terreur) et condamne le programme de partenariat pour la paix de l'UE, déplorant : « la normalisation entre les organisations de la société civile palestinienne et israélienne », alors qu'en 2017 il accuse les mesures anti-terroristes d'être contre la « résistance palestinienne légitime » et condamne la Norvège pour avoir retiré ses fonds à une école en l'honneur d'un terroriste. De plus il aurait des membres affiliés au FPLP, un groupe qui commet un attentat en 2017 et se trouve sur la liste terroriste européenne.
En avril 2018, le Parlement européen vote en faveur d'une législation visant à empêcher le contenu haineux dans les manuels scolaires palestiniens. En octobre, la commission budgétaire du Parlement recommande de geler le financement à l'Autorité palestinienne. En mai 2019, une étude de l'UE est mise en place pour étudier la question.
Le ministère israélien des Affaires stratégiques et de la Diplomatie publique publie un rapport mettant en cause à nouveau, les financements de l'UE. En réaction, la délégation de l'UE en Israël se dit « convaincus que le financement de l'UE ne sert pas à soutenir le terrorisme ni les activités BDS ».
En 2019, l'Union européenne contraint les organisations palestiniennes bénéficiaires de ses aides, de respecter de nouvelles mesures anti-terroristes. Les organisations palestiniennes refusent de rompre leurs collaborations avec des organisations sur la liste terroriste de l'Union européenne. Le 30 mars 2020, l'UE change de position et affirme que les individus qui sont affiliés à, sympathisants de, ou qui soutiennent « des groupes mentionnés dans des listes restrictives de l’UE » peuvent bénéficier de ses financements. Cette déclaration amène la colère du gouvernement israélien qui estime que l'UE a violé ses accords,.

#### Réactions d'États européens
- Réactions en Belgique

En novembre 2001, des victimes israéliennes déposent plainte pour génocide, crimes de guerre et crimes contre l'humanité devant la justice belge contre les dirigeants des groupes terrorirstes palestiniens.
En 2003, une loi est passée stipulent « que la participation à toute activité de tout groupe lié au terrorisme est punie par la loi ». L'année suivante, des suspects palestiniens sont arrêtés.
Le 10 octobre 2017, la Belgique suspend des projets d'aide pour les écoles palestiniennes, alors qu'elle apprend qu'une école dont elle avait financé la construction avait en fait été nommée en 2013, en l'honneur de Dalal Mughrabi connue pour un attentat en 1978 qui avait causé la mort de 38 civils, dont 13 enfants. Le ministre des Affaires étrangères affirme que : « La Belgique ne permettra pas qu'elle soit associée, d'une quelconque manière que ce soit, aux noms de terroristes »,,.
En septembre 2018, à la suite du refus palestinien de changer le nom de l'école la ministre de l'éducation belge déclare : « Tant que les noms des écoles seront utilisés pour glorifier le terrorisme, la Belgique ne pourra plus coopérer avec le ministère palestinien de l'Éducation et ne donnera pas de budget pour la construction d'écoles ».
- Réactions en France

En novembre 2002, Bernard Zaoui dépose plainte devant la justice française pour l'attentat du Park Hôtel de Netanya.
En 2019, Yves Bonnet ancien directeur de la Direction de la surveillance du territoire affirme qu'il avait passé un accord avec Abou Nidal, selon lequel les terroristes ne seraient pas arrêtés s'ils s'abstenaient de commettre un nouvel attentat en France. Il se justifie en affirmant : « Les Français ont le droit de savoir que leur gouvernement a passé un accord secret avec un groupe terroriste ». Les familles des victimes de l'attentat de la rue des Rosiers demande de déclassifier les dossiers sur les événements.
- Réaction de la Norvège

En septembre 2017, la Norvège demande à l'Autorité palestinienne de lui rendre ses fonds qui ont servi à la création d'un centre pour la femme nommé à l'honneur de Dalal Mughrabi responsable d'un attentat en Israël. La ministre norvégienne des Affaires étrangères affirme : « La glorification des attentats terroristes est totalement inacceptable et je déplore cette décision dans les termes les plus fermes. La Norvège ne se laissera pas associer à des institutions qui prennent ainsi des noms de terroristes. Nous n'accepterons pas l'utilisation de l'aide norvégienne à de telles fins ».

## Autres soutiens

### Incitation dans le monde arabe
Le soutien aux attentats-suicides par d'importantes autorités islamiques à travers le monde arabe sunnite permet de légitimiter ces actions au regard de millions de personnes. Mohammed M. Hafez (2007) note que plus de 32 fatwas ont été proclamées à travers le monde en faveur des attentats-suicides palestiniens. Les militants reçoivent également l'aval d'autorités islamiques pour lancer des opérations contre les civils. Yusif al-Qaradawi joue un rôle important dans la légitimation des attentats-suicides palestiniens aux yeux du monde musulman.
L'organisation américaine Anti-Defamation League liste des dirigeants arabes qui glorifient les attentats-suicides. L'ONG israélienne Palestinian Media Watch (en) (PMW), dirigée par Itamar Marcus et Barbara Crook, documente de l'incitation au terrorisme dans la société palestinienne. L'ONG MEMRI  documentent quant à elle des cas d'incitation dans les médias du monde arabo-musulman et a documenté également les sites internet utilisés pour le terrorisme jihadiste. L'ONG est néanmoins critiquée par ses détracteurs, qui y voient un contenu choisit de manière sélective.

### Antisémitisme
D'après Ely Karmon, le soutien aux organisations terroristes palestiniennes par l'extrême gauche et l'extrême droite en Europe serait alimenté par l'antisémitisme. La création d'une idéologie antisioniste serait une stratégie des radicaux islamistes, de l'extrême gauche, de l'extrême droite et anti-mondialistes comme prétexte pour leurs attaques meurtrières contre des cibles juives et israéliennes.
Pour Robert S. Wistrich, une alliance entre groupes d'extrême gauches et groupes palestiniens tente de terroriser les Juifs européens, en particulier les Juifs français. Alors qu'Israël est en guerre contre l'OLP au Liban, un attentat contre la synagogue rue Copernic tue 4 personnes. Dans les deux années suivantes, 73 attaques à l'arme à feu et à la bombe ciblent les Juifs en Europe et cette vague se conclut par le meurtre de 9 personnes dans la rue des Rosiers, à Paris. En 2000, alors en période de l'«Intifada», une seconde vague d'attaques antisémites et contre les synagogues touche les Juifs. Une troisième vague d'influence djihadiste frappe les Juifs une décennie plus tard, avec le meurtre d'enfants à Toulouse en 2012. En 2014, durant les manifestations pro-palestiniennes, des soutiens du Hamas attaquent des synagogues, en Belgique le musée Juif est attaqué à l'arme à feu et des sections Kasher de supermarchés sont attaqués par des militants BDS.
Pour Michel Wieviorka, dans son analyse des médias l'« amalgame » entre Juifs et israéliens entretenu par le terrorisme palestinien, met en jeux des sentiments antisémites. En ayant visé aussi des synagogues, ce terrorisme vise à terroriser les Juifs, à s'attirer des sympathies antisémites ou « du moins susciter, des réactions ambiguës au sein des opinions publiques occidentales ».

### Militants pro-palestiniens en France
En soutien de la « cause palestinienne », des violences d'intimidations se produisent contre des Juifs, comme en 1968 dans le quartier de Belleville à Paris avec des dizaines de magasins saccagés et plusieurs blessées. De 1969 à 1971, des militants pro-palestiniens maoïstes commètent des violences, avec par exemple en septembre 1969, l'incendie volontaire du siège de la banque Rothschild, lors d’un raid mené par une centaine de 
militants pro-palestiniens ainsi que des inscriptions telles que « Rothschild, le peuple français et le peuple palestinien te balaieront ! » et « El Fath vaincra ! ». Comme autre exemple, en juillet 1971, l’ambassade de Jordanie à Paris est attaquée avec des cocktails molotov et un drapeau palestinien avait été accroché sur le bâtiment. L'un des attaquants avait été blessé par balle au moment de l’intervention de la police.
Le 27 mars 1979, le Collectif d’Intervention contre la Présence Sioniste en France commet un attentat à la bombe contre une résidence universitaire juive à Paris, faisant 32 (ou 33) blessés. Dans les décennies qui suivent, des militants pro-palestiniens cherchent à intimider des représentants juifs et des synagogues sont brûlées.
Des slogans, des signes et des drapeaux en soutien à des groupes appartenant à la liste des organisations terroristes de l’Union européenne sont retrouvés dans des manifestations pro-palestiniennes en France. Diverses organisations pro-palestiniennes affichent leurs soutiens pour des organisations islamistes palestiniennes comme le Hamas.
Lors (ou à la suite) des manifestations des éléments radicaux commètent des actes de violences, saccagent des magasins ou crient des slogans appelant au massacre des Juifs. L’État français décrit une  menace du « radicalisme » par des groupes islamistes parmi les manifestants et justifie ainsi le déploiement à chaque manifestation des dispositifs policiers étendus.
En 2008 face à un évènement pro-israélien, certains militants pro-palestiniens formulent des menaces, en particulier contre le Bataclan ou se déroule l'évènement. Le 20 décembre 
2008, une dizaine de militants pro-palestiniens cagoulés avec des Keffieh se filment devant le Bataclan en menaçant le Bataclan et l'organisation Migdal, et diffusent la vidéo sur 
YouTube : «... les gens ne vont plus le supporter et vous allez payer les conséquences de vos actes. La prochaine fois, on ne viendra pas pour parler ». En février 2011, Le Figaro rapporte que les services de renseignement français étaient informés au début de l’année 2009, sur les intentions du groupe jihadiste palestinien Jaïch al-Islam projetait de commettre un attentat contre le Bataclan.
Selon le chercheur Marc Hecker : « Il est extrêmement difficile de dire si des contacts réguliers voire une coopération réelle existent entre ces organisations et certains militants de France. Ce qui est certain, c’est qu’il est arrivé à des militants français qui se rendaient dans les 
territoires palestiniens de rencontrer et d’échanger avec des membres de groupes tels que le Hamas ou le Jihad islamique ». Il cite la rencontre de militants du CCIPPP et de l'UJFP, dont Michèle Sibony, avec des représentants des diverses organisations terroristes palestiniennes.

### Rôle des médias
Selon Gérard Chaliand et Arnaud Blin, le spectacle de la violence qu'offrent de façon sensationnelle les médias, avantage le terrorisme dans sa guerre psychologique.
Le choix de commettre un attentat durant les Jeux olympiques de Munich de 1972, est lié à la couverture médiatique que cet attentat a pu générer. Les groupes terroristes palestiniens utilisent ainsi le terrorisme pour attirer l'attention du public occidental. Ainsi, Clara Beyler décrit le choix de l'utilisation de femmes comme terroristes suicidés, car elles sont décrites dans les médias comme un « symbole de désespoir... Plutôt que des meurtriers de civils de sang-froid ».
Après les attentats du 11 septembre 2001, certains médias sont critiqués pour ne pas utiliser le terme « terroriste » pour décrire les groupes qui commettent des attentats et leurs commandanditaires.

### Autres sources de financements
Depuis sa création en 1964, l'OLP bénéficie d'un soutien financier et politique tandis qu'elle est longtemps considérée comme une organisation terroriste par les États occidentaux. Selon la British National Criminal Intelligence Services, dans les années 1994, l'OLP aurait amassé 10 milliards de dollars par des activités de contrefaçon des billets de banque, de trafic d'armes et de drogue. La CIA évalue cette somme à entre 8 et 14 milliards de dollars en 1990.
Les groupes terroristes palestiniens ont utilisé des moyens technologiques pour se procurer des financements et transporter les fonds, en utilisant des téléphones mobiles, E-gold, CASHU ou encore à travers des cartes de crédits volées.
Des associations caritatives islamiques jouent un rôle important dans ce financement, ainsi que à travers une « taxe révolutionnaire », payée par des Palestiniens à l'étranger, et également des fonds à travers des sociétés factices.
Des victimes américaines du terrorisme palestinien et des ONG représentant les victimes comme Shurat Hadin portent plainte contre des banques pour des transferts de fonds au Hamas, dont contre la Banque de Chine et Arab Bank(cité également par Matthew Levitt 2002).